# Louella Carr
Louella Carr (Filadelfia, ottobre 1899 – Los Angeles, 16 gennaio 1937) è stata un'attrice statunitense, attiva come attrice bambina dal 1914 al 1915 (tra i 15 e i 16 anni d'età).

## Biografia
Marie Louella Carr nasce a Filadelfia nel 1899. Figlia degli attori William Carr e Mary Carr, recita al cinema come attrice bambina dal 1914 al 1915, al pari dei fratelli John Carr, Stephen Carr e Thomas Carr e alle sorelle Rosemary Carr e Maybeth Carr. La sua carriera si limita alla partecipazione, in ruoli di supporto, a cinque episodi del serial cinematografico Patsy Comedies, prodotto dalla Lubin Company con Clarence Elmer come protagonista.
Con il passaggio all'adolescenza si interrompe anche la sua carriera attoriale, con l'eccezione della partecipazione a due pellicole nel 1921-22. In una di esse (Mamma) recita al fianco della madre e di ben tre dei suoi fratelli, Stephen, Rosemary e Marybeth.
Louelle Carr muore nel 1937 a Los Angeles, all'età di soli 37 anni. È sepolta al "Los Angeles
National Cemetery".

## Filmografia
- Patsy Comedies, serial cinematografico, regia di Percy Winter (1914-15)

1. Patsy at School (1914)
2. Patsy's First Love (1915)
3. Patsy at College (1915)
4. Patsy's Vacation (1915)
5. Patsy on a Trolley Car (1915)

- Mamma (Over the Hill to the Poorhouse), regia di Harry F. Millarde (1920)
- Home-Keeping Hearts, regia di Carlyle Ellis (1921)